# Heimsuchung (Roman)
Heimsuchung ist ein Roman der Autorin Jenny Erpenbeck aus dem Jahr 2008. Im Roman verarbeitet sie ihre Kindheitserinnerungen bei ihren Großeltern in einem Haus am Scharmützelsee und behandelt dabei die deutsche Geschichte des 20. Jahrhunderts. Im Roman spielen die Themen Flucht und Vertreibung, Exil, Identität, Zeit und Raum eine Rolle.

## Inhalt
Erpenbeck erzählt die Geschichte eines Hauses an einem märkischen See über fast ein ganzes Jahrhundert, wodurch sie fünfzehn Lebensläufe von den 1920er Jahren bis zum Abriss des Gebäudes erzählen kann. Die Bewohnerinnen und Bewohner des Haues erleben die Weimarer Republik, den NS-Staat, den Zweiten Weltkrieg, das Kriegsende, die DDR, die Friedliche Revolution 1989/90 und die folgenden Jahre.

### Dank
Im Rahmen der Danksagung bedankte sich Erpenbeck für die finanzielle Unterstützung, die ihr Arbeitsaufenthalt und Recherche-Reisen ermöglicht haben, zunächst bei Indra Wussow, bei Beate Puwalla, dem Berliner Senat und der Bosch-Stiftung. Sie dankt ferner „für die Bereitstellung zahlreicher Akten und Briefe, sowie von Filmmaterial und Fotos“ verschiedenen Archiven und Zentren und ihren dortigen Ansprechpartnerinnen und Ansprechpartnern, so dem Moses-Mendelssohn-Zentrum in Potsdam, dem LISUM Berlin, dem Kreisarchiv Landkreis Oder-Spree, dem Bundesarchiv, dem Brandenburgischen Landeshauptarchiv, dem Landesarchiv Berlin, dem Jüdischen Historischen Institut in Warschau und dem Bauaktenarchiv Köpenick und jeweils dortigen Mitarbeiterinnen und Mitarbeitern. „Für ihre Hilfe bei den Recherchen, für Anregung, Rat und Antworten auf viele Fragen“ dankt sie insgesamt 39 Einzelpersonen, Ehepaaren und Familien, u. a. auch Dirk Erpenbeck, ihrem Vater und ihrer Mutter. Schließlich dankt sie Wolfgang, „für sein Zuhören und seine unendliche Geduld bei allen Fragen, die ich sonst nur hätte mir stellen können“.

## Widmung
Der Roman ist Doris Kaplan gewidmet (S. 5), ein jüdisches Mädchen, das mit ihrer Mutter 1942 aus Berlin ins Warschauer Ghetto deportiert wird, wonach sich ihre Spur verliert. Ihre Großeltern, Hermine und Arthur, wurden im Vernichtungslager Kulmhof bei Litzmannstadt in einem Gaswagen ermordet, ihr Vater stirbt als Zwangsarbeiter im Autobahnbau an Fleckfieber.

## Vorangestellte Zitate
Erpenbeck hat ihrem Roman drei Zitate (S. 7) vorangestellt: „Dieweil der Tag lang und die Welt alt ist, / können viel Menschen an einem Platz stehn, / einer nach dem andern. / Marie in WOYZECK von Georg Büchner“, „..., versprecht ihr mir, / Ihr Wälder meiner Jugend, wenn ich / Komme, die Ruhe noch einmal wieder? / Friedrich Hölderlin“ und „Wenn das Haus fertig ist, kommt der Tod. / Arabisches Sprichwort“. Mit dem letzten Zitat spielt Erpenbeck auf den Roman „Buddenbrooks: Verfall einer Familie“ an, wo Thomas Mann seine Figur Thomas Buddenbrook das Zitat nach wirtschaftlichen und beruflichen Misserfolgen resigniert sprechen lässt.

## Auszeichnung
2008 erhielt Erpenbeck den Heimito von Doderer-Literaturpreis für ihre Werke Heimsuchung und Wörterbuch.

## Textausgabe
- Jenny Erpenbeck: Heimsuchung. München: Penguin Verlag 2008. ISBN 978-3-328-10251-9
- Jenny Erpenbeck: Heimsuchung. Stuttgart: Reclam 2024 (RUB). ISBN 978-3-15-014388-9

## Hörbuch
Der Penguin Verlag bietet als Autorenlesung ein Audiobook zum Roman an:
- Jenny Erpenbeck: Heimsuchung. Ungekürzte Lesung. München: Penguin Verlag 2016. ISBN 978-3-8445-2510-6
Hördauer 5 Stunden 17 Minuten